# Макаренко, Леонид Григорьевич
Леонид Григорьевич Мака́ренко (1930 — 2019) — советский и российский оперный певец (баритон).

## Биография
Родился 22 апреля 1930 года в селе Гниляково (ныне Дачное; Одесская область, Украина). Окончил ЛГК имени Н. А. Римского-Корсакова (1963). Работал артистом хора ЛАТОБ имени С. М. Кирова; в 1967 — 1997 годах — в Пермском АТОБ имени П. И. Чайковского. Обладал голосом красивого тембра, отличался вокальной культурой, стремлением максимально использовать собственные возможности в интересах спектакля в целом.
Умер 18 марта 2019 года в Перми.

## Оперные партии
- «Князь Игорь» А. П. Бородина — князь Игорь
- «Война и мир» С. С. Прокофьева — М. И. Кутузов
- «Мазепа» П. И. Чайковского — Мазепа, Орлик
- «Орлеанская дева» П. И. Чайковского — Тибо
- «Чародейка» П. И. Чайковского — Князь Никита Курлятев
- «Иоланта» П. И. Чайковского — Эбн-Хакия
- «Аида» Дж. Верди — Амонасро
- «Травиата» Дж. Верди — Жорж Жермон
- «Опричник» П. И. Чайковского — Вяземский
- «Черевички» П. И. Чайковского — Светлейший
- «Снегурочка» Н. А. Римского-Корсакова — Мизгирь
- «Царская невеста» Н. А. Римского-Корсакова — Василий Грязной
- «Семья Тараса» Д. Б. Кабалевского — дед Семён
- «Лоэнгрин» Р. Вагнера — Тельрамунд
- «Чио-Чио-Сан» Дж. Пуччини — Шарплес

## Признание
- Государственная премия РСФСР имени М. И. Глинки (1984) — за исполнение партии М. И. Кутузова в оперном спектакле «Война и мир» С. С. Прокофьева, поставленный на сцене Пермского АТОБ имени П. И. Чайковского